# Konrad Tempel

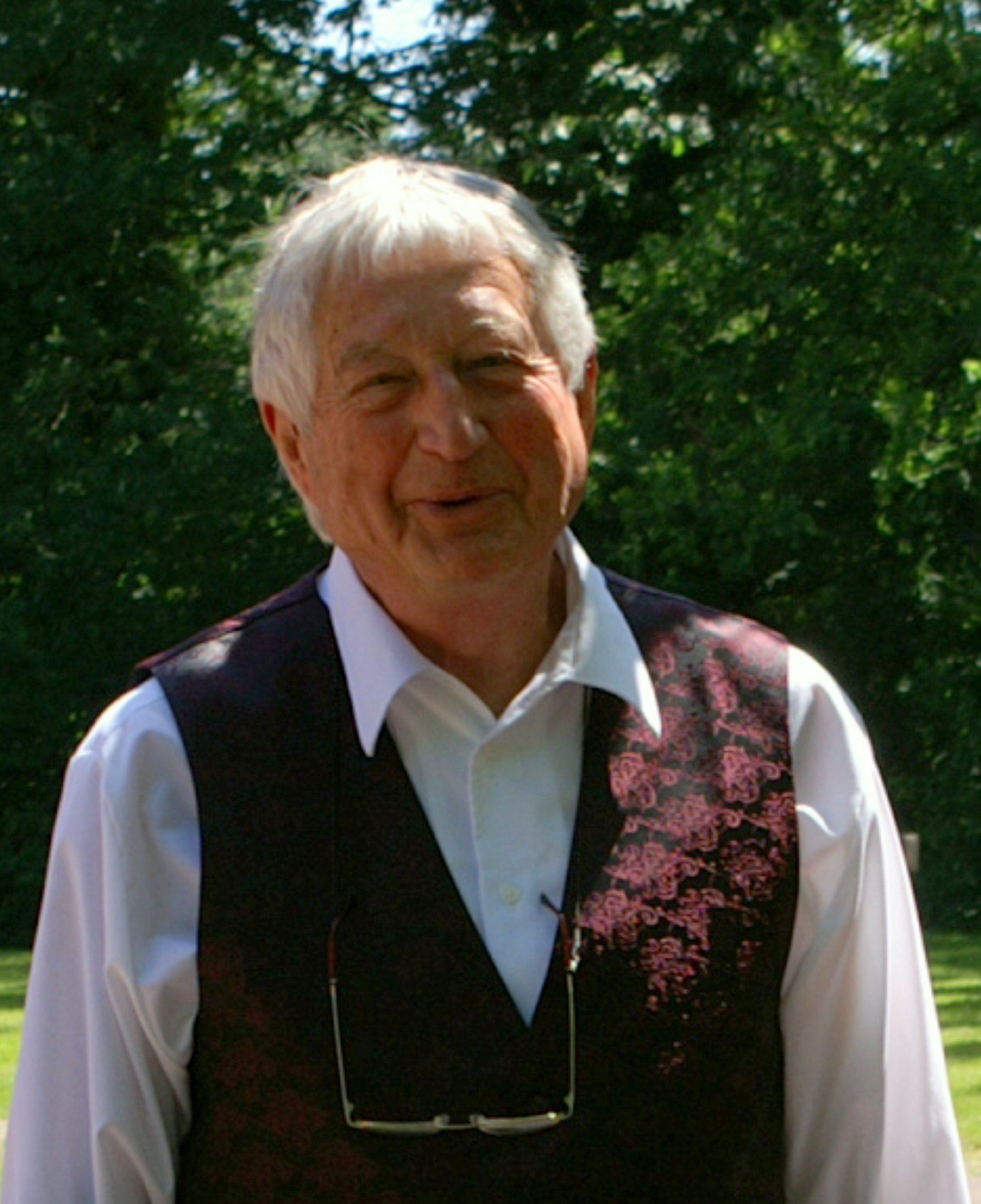
Konrad Tempel (2012)

Konrad Tempel (* 31. Mai 1932 in Hamburg) ist Pädagoge, Quäker und Pazifist.

## Beruf und Leben
Hans-Konrad Tempel, ab 1983 nur noch Konrad Tempel, absolvierte nach dem Abitur 1951 eine kaufmännische Lehre in einem Hamburger Zeitschriften-Verlag und studierte an der Universität Hamburg Pädagogik und Deutsch.
Von 1957 bis 1967 war er mit dem Schwerpunkt Sozialkunde/Politik in Hamburg als Volks- und Realschullehrer tätig. 1967 wurde er Abgeordneter Lehrer (Assistent) am Pädagogischen Institut der Universität Hamburg und wirkte ab 1968 als Seminarleiter für das Fach Politik und später als Hauptseminarleiter im Staatlichen Studienseminar Hamburg. Er war zuletzt bis zur Pensionierung 1995 Abteilungsleiter für Grund-, Haupt-, Real- und Sonderschulen und Geschäftsführender Direktor. 1969–1983 hatte er einen Lehrauftrag für Politik-Didaktik an der Universität Hamburg.
Seit 1962 ist er mit Helga Tempel verheiratet und hat drei Kinder (* 1963, * 1965, * 1968). Gemeinsam sind sie in der Friedensbewegung für Gewaltfreiheit und gesellschaftliche Partizipation engagiert.
Konrad Tempel geht es darum, andere in ihren jeweiligen Wegen zu bestärken und Mut zur Veränderung zu machen. Er gewann seine Maßstäbe durch die Ethik der Bergpredigt, das Demokratieverständnis Henry David Thoreaus, die chassidischen Erzählungen (Martin Buber) und die Praxis der Quäker. Durch die Quäkerspeisung konnten nach dem Ersten Weltkrieg viele Kinder in Deutschland vor den schädlichen Folgen von Unterernährung bewahrt werden. Die Religiöse Gesellschaft der Freunde (Quäker) ist für Konrad Tempel spirituelle Heimat geworden. Er war 1971–74 deren „Ko-Schreiber“ (Bundesvorsitzender) und 1976 bis 2005 Vorsitzender des Trägervereins der sozialen Jugendhilfe-Einrichtung „Die Quäker-Häuser“ in Buchholz / Lüneburger Heide. Er engagiert sich im Sinne der Quäker-„Friedenszeugnisse“ (“Pray-In” in Brunssum/NL vor dem NATO-Oberkommando, von ihm angeregt und mitorganisiert, Veröffentlichungen zur quäkerischen Friedenshaltung).

## Kriegsdienstverweigerung und Protest gegen konventionelle und atomare Rüstung
Anfang 1952 trat Konrad Tempel der Internationale der Kriegsdienstgegner (IdK) bei, führte dort Kurse für die ersten deutschen Kriegsdienstverweigerer durch, vertrat sie vor den Prüfungsausschüssen in zwei Instanzen und war Mitglied im Bundesvorstand. Er war beteiligt an der Fusion mit der Gruppe der Wehrdienstverweigerer, Mitgründer des Verbands der Kriegsdienstverweigerer (VK) und war in dessen Bundesvorstand tätig.
Er bekam Kontakt zur britischen Friedens- und Anti-Atomwaffen-Bewegung (April Carter, Pat Arrowsmith), wurde Korrespondent der pazifistischen Wochenzeitung Peace News, (London) und lernte den damaligen Peace-News-Redakteur Gene Sharp kennen.
Tempel begründete den Hamburger Aktionskreis für Gewaltlosigkeit mit und leitete ab 1956 Kurse zur „Einübung in vernünftiges Konfliktverhalten“. An einem seiner Trainings für gewaltfreie Aktion nahmen 1961 zwei Studenten teil, der spätere Politikwissenschaftler Theodor Ebert, der dadurch zu seiner weiteren wissenschaftlichen Arbeit inspiriert wurde, und der US-Amerikaner David Hartsough, der 2002 zum Initiator der Nonviolent Peaceforce wurde. Tempel regte die erste deutsche (14-tägige) Mahnwache im Anschluss an die letzte große Kampf-dem-Atomtod-Kundgebung in Hamburg an, war Ende 1959 an einem täglichen Protest gegen französische Atomversuche in der Sahara beteiligt und engagierte sich Ende 1960 gegen den Bau des ersten norddeutschen Atomschutzbunkers in Hamburg-Altona (Aktion Maulwurf).
Er war 1960 Initiator des ersten deutschen Ostermarsches gegen Atomwaffen in Ost und West, einem Sternmarsch aus vier norddeutschen Städten, den er gemeinsam mit u. a. mit seiner Frau und Andreas Buro organisierte und für den er den Zukunftsforscher Robert Jungk gewann. Er fungierte bis 1964 als Sprecher der Ostermarsch-Bewegung bzw. Kampagne für Abrüstung.
Er nahm 1961 für mehrere Tage in der Deutschen Demokratischen Republik am Amerikanisch-Europäischen Marsch San Franzisko-Moskau für einseitige Abrüstung teil, für den er die deutschen Teilnehmer wie Reiner Steinweg vorbereitet hatte. Als 1962 in Beirut die Weltfriedensbrigade gegründet war (u. a. durch A. J. Muste, Bayard Rustin, Danilo Dolci, Andreas Buro, Helga Tempel), entwarf er einen Ausbildungsplan für die Freiwilligen.

## Bemühungen um Konflikttransformation
Nach der Ankündigung der Entwicklung der Neutronenbombe Ende der 1970er Jahre begann die zweite Phase seines politischen Engagements:
- in der Friedensinitiative Ahrensburg u. a. durch eine vierzehntägige Aktion “Fasten für den Frieden”, durch öffentliche Veranstaltungen zur „Entfeindung“, durch Werbung für eine Städtepartnerschaft mit einer osteuropäischen Stadt und durch Beteiligung an Blockaden,
- durch Mitwirkung in der Gründungsphase der Bildungs- und Begegnungsstätte für gewaltfreie Aktion / KURVE Wustrow, deren Vorsitzender er später 8 Jahre lang war,
- durch Beteiligung an der Gründung vom Bund für Soziale Verteidigung / BSV, dessen Ko-Vorsitzender er 1995–2003 war,
- durch Mitarbeit am Konzept für einen Zivilen Friedensdienst / ZFD des BSV (pädagogischer Teil 1994) und durch den Entwurf eines Lehr- und Lernkonzepts für Friedensfachkräfte „Umriss eines Curriculum“s,
- durch Mitgründung des forumZFD 1996, durch Federführung für den Ausbildungsplan der Qualifizierungskurse und durch pädagogische Begleitung der Trainerteams bis 2004,
- durch den „Aufruf an alle Soldaten der Bundeswehr, die am Jugoslawien-Krieg beteiligt sind: Verweigern Sie Ihre weitere Beteiligung an diesem Krieg!“ in der taz vom 21. April 1999 als Mitunterzeichner[8]. Für Tempel ist der Verweigerungs-Aufruf ein Aufruf zur Gewissensprüfung (Grundgesetz Art. 4/3 und § 22 Soldatengesetz). Die Berliner Staatsanwaltschaft bewertete den Aufruf nach dem Strafgesetzbuch (§111, StGB) als Aufruf von Straftaten, nämlich zur Fahnenflucht (§16 Abs. 1 Wehrstrafgesetz [WStG]) und zur Gehorsamsverweigerung (§20 WStG).[9] Im Gegensatz zu den meisten anderen Unterzeichnern wurden Helga und Konrad Tempel in zwei Instanzen freigesprochen. Die Humanistische Union (HU) ehrte 2001 die Erstunterzeichner des Aufrufs mit dem Fritz-Bauer-Preis.[10] (siehe unten).
- durch Beteiligung an der Konzeptionierung und Gründung der Nonviolent Peaceforce / NP für Unarmed Civilian Peacekeeping 2002 in Indien und Engagement in der deutschen NP-AG und federführend in der “Interlink Group” der europäischen Mitgliedsorganisationen.

Er unterzeichnete 1977 die Selbstverpflichtung von Ohne Rüstung Leben, Stuttgart: “Ich bin bereit, ohne den Schutz militärischer Rüstung zu leben. Ich will in unserem Staat dafür eintreten, dass Frieden ohne Waffen politisch entwickelt wird”. Außer im BSV und im forumZFD ist Konrad Tempel Mitglied in der Sozialdemokratischen Partei, SPD seit 1957 (vorher in der neutralistischen Gesamtdeutsche Volkspartei Gustav Heinemanns), im Arbeiter-Samariter-Bund, in der Gewerkschaft Erziehung und Wissenschaft (GEW) und im Internationalen Versöhnungsbund (IFOR).

## Auszeichnungen
- 1988: Olof-Palme-Friedenspreis der SPD Stormarn, zusammen mit Helga Tempel[11]
- 2001: Fritz-Bauer-Preis der Humanistischen Union[12], zusammen mit weiteren Erstunterzeichnern, die am 21. April 1999 in der taz den „Aufruf an alle Soldaten der Bundeswehr, die am Jugoslawien-Krieg beteiligt sind: Verweigern Sie Ihre weitere Beteiligung an diesem Krieg!“[13] unterzeichnet hatten (siehe oben).

## Werke
- Mitherausgeber Texte zur Gewaltfreiheit: Gene Sharp Auf anderen Wegen (Which Way to Freedom? A Study in Nonviolence, 1957) Hamburg 1958, und Henry David Thoreau Widerstand gegen die Regierung (Civil Disobedience, 1849, erster deutscher Einzeldruck), Hamburg 1959.
- Mitherausgeber Handbuch für gewaltfreie Aktionen von Charles Walker, Offenbach 1963.
- Ostermärsche gegen den Atomtod, NDR 3 Schulfunk Geschichte / 2. Halbjahr, Hamburg, 1982.
- Frieden leben in Radikale Hoffnung – Stimmen zur Friedenshaltung deutscher Quäker heute, Pyrmont 1993.
- Anfänge gewaltfreier Aktion in den ersten 20 Jahren nach dem Krieg. Wer weiß, wie es wirklich war in Zeitschrift Gewaltfreie Aktion – Vierteljahrshefte für Frieden und Gerechtigkeit Sonderband, Berlin 1997.
- Es geht um „richtiges“ Verhalten in Konfliktsituationen – Anmerkungen zu pädagogischen Aspekten in Veröffentlichungen von Theodor Ebert in Gewaltfreie Aktion, Sonderband, 1997.
- Können und Wollen – Leitgedanken der Ausbildung zu Friedensfachkräften, in Tilman Evers, Hrsg. Ziviler Friedensdienst – Fachleute für den Frieden – Idee. Erfahrungen. Ziele, Opladen 2000.
- Zur spirituellen Dimension politischen Handelns in der Geschichte der Freunde, Zeitschrift Quäker, Pyrmont,  4 / 2002.
- Zivile Konfliktbearbeitung im Spannungsfeld von Gesellschaft und Staat, in Astrid Sahm u. a., Hrsg. Die Zukunft des Friedens, eine Bilanz der Friedens- und Konfliktforschung, Wiesbaden 2002.
- Mehrere Beiträge in Andreas Buro, Hrsg. Geschichten aus der Friedensbewegung / Persönliches und Politisches, Komitee für Grundrechte und Demokratie, Köln 2005.
- Herausgeber der Schriftenreihe ZFD impuls, Bonn 2005–2007: „Zeichen setzen / Zum bürgerschaftlichen Engagement für den Zivilen Friedensdienst / Göttinger Friedenspreis“, „Gewaltfreie Intervention durch eine Drittpartei – Instrumente für den Zivilen Friedensdienst – Kommentare aus deutscher Sicht / Erfahrungen aus der amerikanischen Ausbildungspraxis: Curriculum und Trainerhandbuch (auf CD-Rom)“ / „Begegnen und Verwandeln – zur Psychologie der Friedensarbeit“ / „Gesichter und Geschichten – aus der Projektpraxis des Zivilen Friedensdienstes“.
- „Spiritualität und Weltverantwortung – Was bedeutet für mich Weltverbundenheit? Was ergibt sich daraus für meinen Umgang mit der Welt?“, Zeitschrift Quäker, Pyrmont, Heft 4 / 2007.
- „Anstiftung zur Gewaltfreiheit / Über Wege einer achtsamen Praxis und Spiritualität“, Berlin 2008.
- „Den Samen der Freude und des Friedens Nahrung geben / Worauf es mir ankam“ in „Friedensforschung und Friedenspraxis / Ermutigung zur Arbeit an der Utopie“, Frankfurt 2009.
- Mitherausgeber “1660 bis 2010 – Laßt euer Leben sprechen / Quäker-Friedenszeugnisse in unserer Zeit”, Pyrmont 2010.
- Relevante Auswirkungen der Ostermärsche 1960/68 in Magazin FriedensForum 3/2010.
- „Das ‚Handwerk der Gewaltfreiheit‘ lernen: Hindernisse und Ansätze zu ihrer Überwindung“ in Reiner Steinweg, Ulrike Laubenthal (Hrsg.), „Gewaltfreie Aktion / Erfahrungen und Analysen“, Frankfurt 2011.